# Sublette (Illinois)
Sublette és una població dels Estats Units a l'estat d'Illinois. Segons el cens del 2000 tenia 456 habitants.

## Demografia
Segons el cens del 2000, Sublette tenia 456 habitants, 189 habitatges, i 127 famílies. La densitat de població era de 503 habitants/km².
Dels 189 habitatges en un 30,2% hi vivien nens de menys de 18 anys, en un 56,6% hi vivien parelles casades, en un 8,5% dones solteres, i en un 32,8% no eren unitats familiars. En el 29,6% dels habitatges hi vivien persones soles el 14,3% de les quals corresponia a persones de 65 anys o més que vivien soles. El nombre mitjà de persones vivint en cada habitatge era de 2,41 i el nombre mitjà de persones que vivien en cada família era de 3,02.
Per edats la població es repartia de la següent manera: un 24,3% tenia menys de 18 anys, un 7,2% entre 18 i 24, un 28,1% entre 25 i 44, un 24,1% de 45 a 60 i un 16,2% 65 anys o més.
L'edat mediana era de 38 anys. Per cada 100 dones de 18 o més anys hi havia 92,7 homes.
La renda mediana per habitatge era de 43.393 $ i la renda mediana per família de 51.250 $. Els homes tenien una renda mediana de 40.368 $ mentre que les dones 22.500 $. La renda per capita de la població era de 22.982 $. Aproximadament el 2,4% de les famílies i el 4% de la població estaven per davall del llindar de pobresa.

## Poblacions més properes
El següent diagrama mostra les poblacions més properes.